# Władysław Kosmowski
Władysław Kosmowski (ur. 18 maja 1910 w Rudkach, zm. ?) – polski rolnik, poseł na Sejm PRL III kadencji.

## Życiorys
Uzyskał wykształcenie zasadnicze zawodowe, z zawodu był rolnikiem. Prowadził własne gospodarstwo rolne w Rudkach. Wstąpił do Zjednoczonego Stronnictwa Ludowego, w 1961 został posłem na Sejm PRL z okręgu Gniezno. W Sejmie zasiadał w Komisji Przemysłu Ciężkiego, Chemicznego i Górnictwa.